# 阿尔代亚斯阿尔塔斯
阿尔代亚斯阿尔塔斯是巴西马拉尼昂州的一个市镇。总面积1942.128平方公里，总人口17826人，人口密度9.2人/平方公里。